# Поти
По̀ти (на грузински: ფოთი) е град в Западна Грузия. Разположен е на брега на Черно море, близо до устието на река Риони.

## История
Основан е като гръцка колония през 6-7 век пр.н.е. под името Фазис (на древногръцки Φάσις) от колонисти от град Милет. За първи път е споменат от Хезиод, в неговата поема Теогония, но не като град, а като име на река. Археолози са локализирали една част от древния град под близкото езеро Палиостроми. В древногръцката сага „Аргонавти“ градът е цел на Язон по време на търсенето на Златното руно.
През 5 век пр.н.е. Поти, разположен на едно от разклоненията на древния Път на коприната, се развива бързо като основна станция за стоки от Индия, Централна Азия, Близкия изток и Средиземно море. По време на третата митридатова война Фазис е включен в пределите на Римската империя от пълководеца Помпей Велики. След приемането на християнството Фазис става център на диоцез на архиепископ на гръцката ортодоксална църква. Известен е архиепископ Кир (латински Cyrus) от Фазис, който между 630 и 641 година е патриарх на Александрия. По време на персийско-византийските войни (542 – 562) Фазис е атакуван безуспешно от персийците.
През 8 век името на града е записано в грузински писмени извори като Поти. Градът е споменат като търговско пристанище на Грузинското царство. Сред средновековни европейски търговци той е бил известен с името Фазо. През 14 век в Поти Генуа изгражда своя търговска база.
През 1578 година Поти е превзет от Османската империя, когато градът е преименуван на Фаз (на турски Faş).
Русия превзема Поти през 1828 година. Днешният град се развива от 1880-те, след като през 1872 година е открито днещното пристанище и първата железопътна линия, свърваща черноморския град с Тбилиси. През 1876 година градът е наброявал 3026 жители.
В началото на 20 век Поти става основно пристанище за износ на манганова руда, което води до допълнително развитие. Грузия тогава е била втора в света износител на манганова руда, която се използва основно в тежката промишленост. По времето на Съветския съюз Поти става важна база за съветския флот.
През август 2008 година, по време на Руско-грузинската война, градът е бомбардиран и по-късно превзет от руски военни части на 58 армия, които унищожават част от инфрастуктурата на пристанището и акостирали кораби на грузинската брегова охрана. След официално обявения от руския генерален щаб край на изтегляне на руските войски градът е окупиран от Русия.

## Икономика
Поти разполага с добра инфраструктура. Градът е не само изгодна гара на железопътна линия, но и на автомагистрала, която свързва Поти през Тбилиси с Баку на Каспийско море.
Пристанището на Поти е не само второ по значение в Грузия – след това в Батуми, но и от голяма важност за целия кавказки регион. Товарооборотът се състои предимно от манган, царевица, дървесина и вино. Стагнацията от 1990-те години днес е превъзмогната, като през 2002 година товарооборотът е бил 4 млн. тона – с 42% покачване спрямо предходната година. През следващите години пристанището се модернизира с фианансовата помощ на Европейския съюз и Нидерландия. За 2007 година товарооборотът достига 7,7 милиона тона.
Чрез нефтеното пристанище се товарят дневно до 100 000 тона азербайджански нефт, предназначен основно за Европа, който пристига там чрез железопътен транспорт. Портът разполага с няколко терминала за танкери до 20 000 тона. Допълнително развитие трябва да даде завършването на строежа на нефтопровода Баку-Поти, който ще свързва Каспийско с Черно море.
Една голяма част от внос-износа на южната съседка на Грузия – Армения (която не разполага с излаз на море), минава през пристанището на Поти, който достига дотук по ЖП линия.
Портът е изходна точка и на няколко фериботни линии, между които и до българските пристанища Варна и Бургас. Наблизо е изграден и морски аквариум.
В Поти е базата на грузинската брегова охрана.
През април 2008 година е подписано споразумение между Грузия и ОАЕ за изграждане на свободно безмитна индустриална зона с арабски средства.

## Население
Населението му е 41 465 души (2014). В града се намира главният щаб на военноморските сили на Грузия. През периода 1998 – 2007 г. в града има консулско представителство на Република България.

## Побратимени градове
- Актау, Казахстан (2005)
- Бургас (България)[9]
- Ла Гранг Джорджия, САШ
- Ларнака, Кипър
- Севастопол, Украйна